# Casa Robescu
Casa Robescu este un imobil în municipiul Galați, situat pe strada Mihai Bravu nr.28. Casa Robescu este un monument istoric.

## Istoric
Casa a fost construită între anii 1896 și 1897, după proiectul arhitectului Ion Mincu, având strânse filiații cu „Casa Lahovary" și „Bufetul" din București, lucrări în care Mincu a făcut primele încercări de realizare a unei arhitecturi inspirată din tradiția națională.
Pe baza informațiilor culese, rezultă că din anul 1924 imobilul a fost folosit de o serie de instituții publice. Deși casa a fost ipotecată de câteva ori, moștenitorii Robescu, respectiv Ecaterina G. Robescu a vândut-o în 1945 Casei centrale a asigurărilor sociale din București, fără să se poată stabili dacă aceasta a folosit-o sau nu vreodată..

## Arhitectură
Casa Robescu este o raritate arhitectonică în județul Galați, având subsolul supraînalțat, pe care se desfașoară două niveluri cu două foișoare-balcon. Ornamentația este din ceramică smălțuită policrom, cu diferite motive inspirate din arta veche românească.
Imobilul, în suprafață construită de 460 m.p. (parter și etaj), cu 41 de încăperi, este prevăzut la etaj cu două cerdace, unul pe latura de vest și altul pe latura de sud, susținute de stâlpi de lemn sculptați. Ceea ce se poate admira în mod deosebit la acest monument este ornamentația sa din ceramică smălțuită policrom, cu diferite motive inspirate din arta veche românească. Partea centrală a imobilului ce separă parterul de etaj, este încins cu un proeminent brâu torsionat, ce se sprijină pe un registru de nișe, un fel de „ocnițe", în interiorul cărora sunt încastrate câte o sferă înconjurată de un cerc. Deasupra ferestrelor de la etaj, se află alt registru ornamental, cu elemente luate, probabil, din „pomul vieții", ilustrat printr-un ghiveci din care se înalță trunchiul trifurcat, cu mlădițe volubile, frunze și fructe puternic stilizate. La partea superioară a registrului, în dreptul cornișei, există un alt brâu, puternic reliefat, alcătuit din motive florale stilizate, iar la partea inferioară un chenar vălurat din arcuri frânte, care ornamentează ferestrele de la etajul clădirii întocmai ca o draperie.
Pe latura de sud a monumentului, la parter este situată o fereastră mare, încadrată de două medalioane circulare, în centrul cărora au fost amplasate două insigne, actualmente martelate. 